# Caledasthena
Caledasthena là một chi bướm đêm thuộc họ Geometridae.